# Colt Detective Special
Le Colt Detective Special est un revolver destiné aux policiers en civil (appelés Detectives aux États-Unis) et à la défense rapprochée. Colt le fabriqua entre 1927 et 1986, puis le remit en production en 1993.

## Fonctionnement
Cette arme de poing très populaire tire en double action. Son canon de type léger puis lourd mesure 51 mm (parfois 76 mm). Son barillet basculant à gauche contient 6 cartouches de .38 Special. La tige d'éjection n'est pas protégée avant 1972 puis elle est carénée ensuite. Le guidon est petit et en forme de maison puis grand et triangulaire.

## Variantes
En dehors de ses successeurs directs, le Colt DS donna naissance aux modèles suivants : 
- Colt Agent
- Colt Bankers'Special
- Colt Aircrewman
- Colt Border Patrol
- Colt Cobra
- Colt Commando Special
- Colt Courier
- Colt Carry Magnum

## Données techniques Detective Spécial (2eversion)
- Munition : .38 Special
- Masse à vide : 610 g
- Longueur : 17,8 cm
- Canon : 51 mm
- Barillet : 6 coups

## Données techniques DS-II

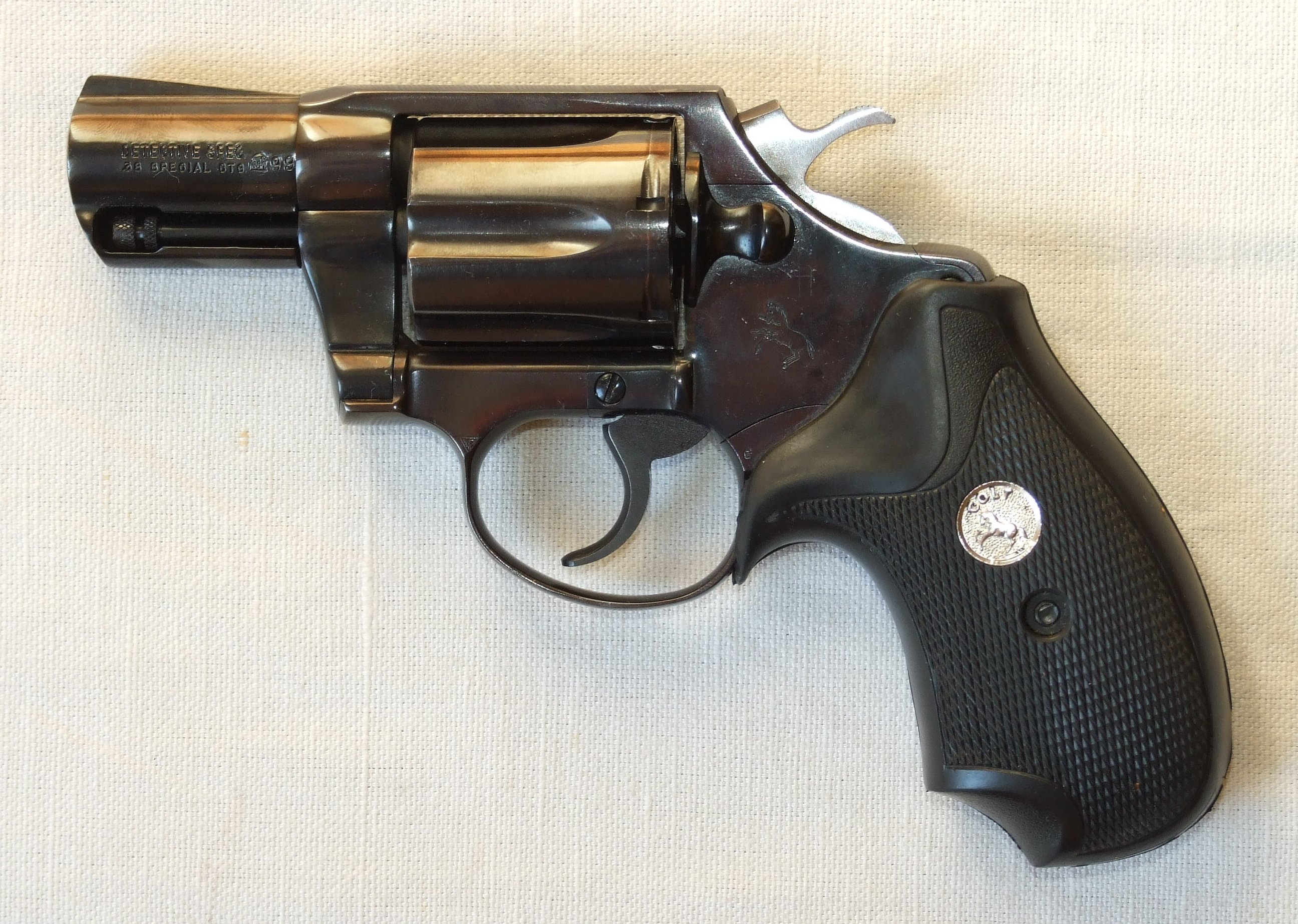
Colt DS-II

- Munition : .38 Special
- Masse à vide : 650 g
- Longueur : 17,8 cm
- Canon : 51 mm
- Barillet : 6 coups

## Données techniques SF-IV
- Munition : .38 Special
- Masse à vide : 650 g
- Longueur : 17,8 cm
- Canon : 51 mm
- Barillet : 6 coups

## Diffusion
Compact et léger, il est souvent porté comme arme de secours par les officiers de police et/ou détectives (New York State Police et NYPD notamment) ou les gardes du corps. Les citoyens américains le choisissent pour la défense personnelle car il est fiable et simple d'utilisation. L'apparition des Glock 26/Glock 27 et autres Kahr K9 en limitent les ventes depuis la fin des années 1990.

## Représentations dans les œuvres de fiction
Le petit revolver Colt est connu notamment pour son emploi au cinéma, dans les séries TV ou les jeux vidéo. Il est ainsi visible dans les mains des rôles principaux de Mannix, Drôles de dames, Cannon, Fargo, Hawaï police d'État, Les Envahisseurs, ou encore dans L'Homme de fer. C'est donc l'arme de service de la Det. Mary Beth Lacey  (Tyne Daly du NYPD dans Cagney et Lacey). Il apparut notamment dans les films suivants :
- L.A. Confidential
- Sudden Impact
- Le Flic de Beverly Hills
- French Connection
- Shutter Island
- Joker

Il apparaît également dans les jeux vidéo Mafia: The City of Lost Heaven, The Godfather: The Game et L.A. Noire mais aussi les animes comme Gunsmith Cats.

## Sources
- Yves Louis CADIOU, Les Colt (2): revolvers à cartouches métalliques, Éditions du Portail, 1993
- Raymond CARANTA, L'Aristocratie du Pistolet, Crépin-Leblond, 1997
- Lucien SERANDOUR, Les Armes de poing modernes, Balland, 1970